# Rudolf Vykoukal
Rudolf Vykoukal (15. ledna 1905 Tečovice – 15. března 1987 Praha) byl konstruktér motorových vozidel, autor publikací a učebnic o automobilech pro odborné a učňovské školy a držitel několika desítek československých patentů.

## Mládí, studia
Narodil se v roce 1905 a po povinné školní docházce ve Zlíně absolvoval vyšší průmyslovou školu v Brně. Během roku sháněl peníze na živobytí kondicemi a o prázdninách si přivydělával ve strojírnách u firmy Baťa. Byla to tvrdá, ale užitečná příprava do života. Studia, která zahájil po válce při zaměstnání v Leteckých závodech, na strojní fakultě ČVUT dokončil v roce 1952 a získal akademický titul inženýra. V Praze bydlel v Podolí, v ulici v rohovém domě V rovinách 601/44 resp. Kaplická 601/29.

## Profesní kariéra

### Wikov, Zbrojovka, Praga
Po škole nastoupil jako konstruktér do automobilky Wikov v Prostějově, kde 1,5 roku pracoval na vývoji spalovacích motorů. Pak byl 5 let v brněnské Zbrojovce, kde pracoval ve zkušebně motorů a ve vývojové konstrukci u ing. Součka.

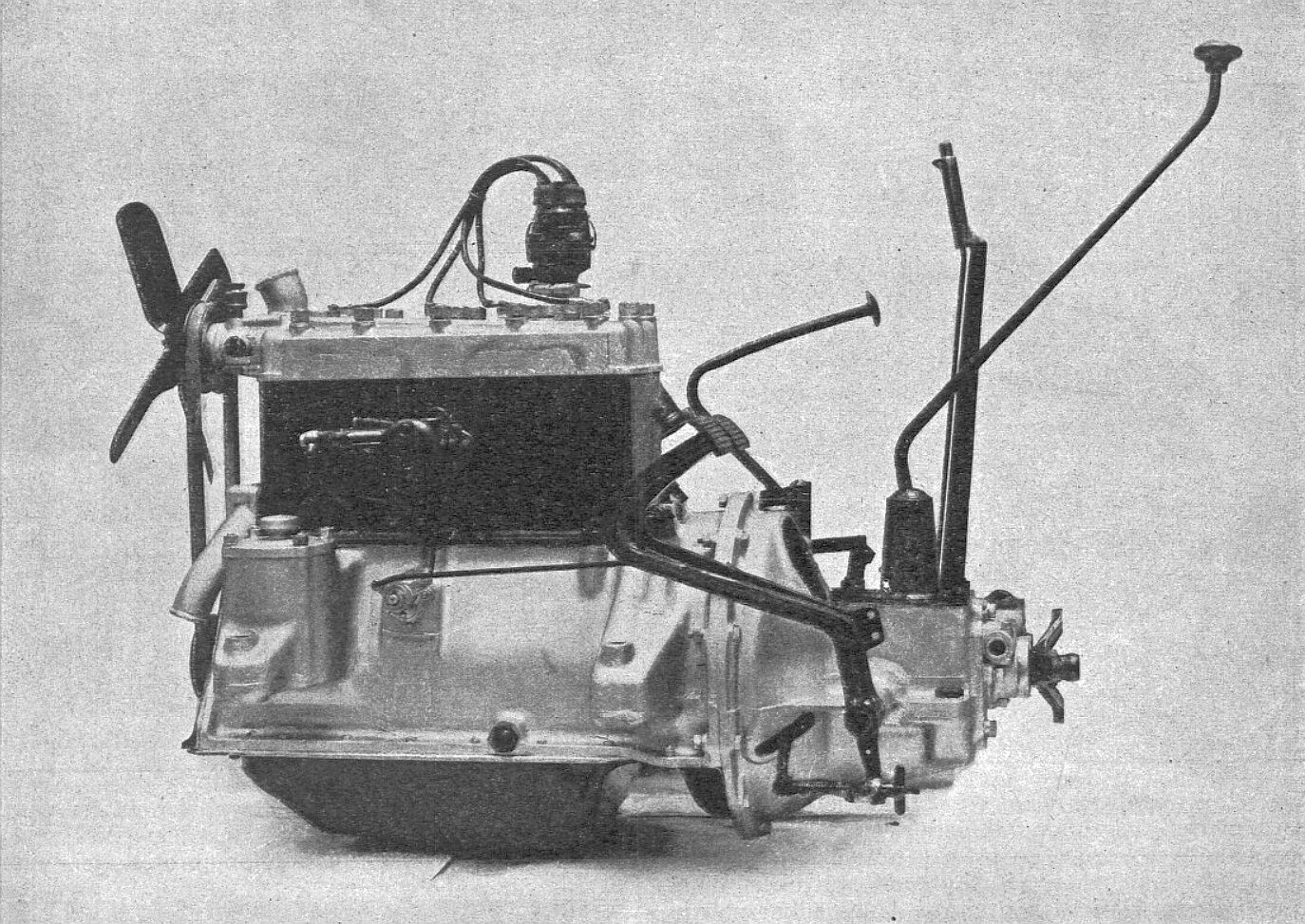
Praga Piccolo, motor 1467 ccm Rudolfa Vykoukala (1932)

Jmenování tehdejšího ředitele Zbrojovky generálním ředitelem ČKD a zamýšlené začlenění Zbrojovky do ČKD mu otevřelo cestu do Prahy. Do automobilky Praga byl, kde hlavním konstruktérem byl František Kec, přijat v roce 1930 jako projektant a začal pracovat na projektu nové typové řady. Když zamýšlené společenství ztroskotalo, zůstal v libeňské Pragovce a první jeho konstrukcí byl ,,spodový" čtyřválec 1467 cm³ (vrtání 70 mm, zdvih 94 mm) o výkonu 22,4 kW/30 k pro tzv. „americký typ" Piccoly (1932). Tento motor se značně lišil od původního „litru", jednak samostatným sacím potrubím (dříve v bloku motoru), jednak pohonem dynama a vodního čerpadla klínovým řemenem. V soutěži na dodávku taxíků pro New York automobilka Praga vyšla vítězně, ale kontrakt se neuskutečnil, protože Praga nebyla schopna dodržet termín dodávky a ani počet vozidel.

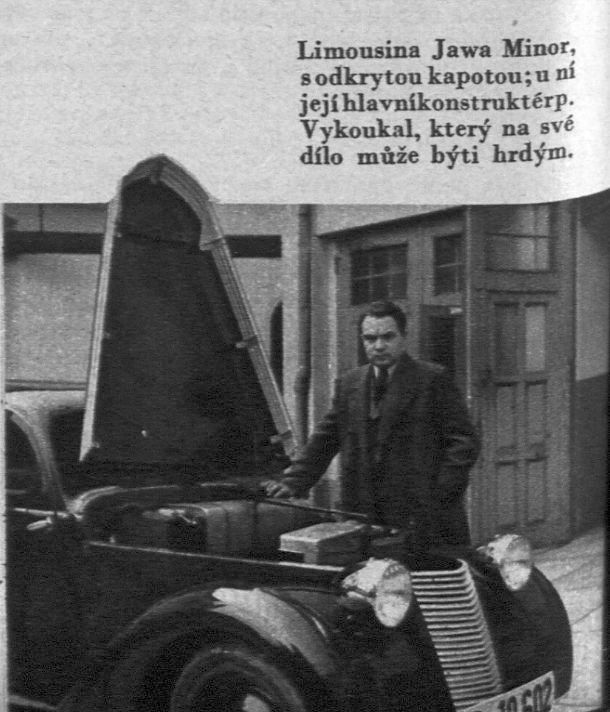
Rudolf Vykoukal a Jawa Minor (1937)

Ing. Vykoukal s úsměvem vzpomínal, jak bojoval o zavedení klínového řemenu z pryže namísto původního koženého. Hlavním konstruktérem vozu Praga Baby (1934) byl Rudolf Vykoukal, jeho konstrukce se s výjimkou motoru a převodovky zcela vymykala zvyklostem značky Praga. Základem nového lidového vozu byl páteřový rám vpředu rozvidlený pro uchycení motoru s převodovkou a vzadu pro uchycení rozvodovky. Hřebenové řízení mělo volant už na levé straně. Podílel se i na luxusním typu Praga Golden (1935). Jeho velkou zásluhou bylo zavedení synchronizované převodovky u vozů Praga, např. Praga Super Piccolo, Praga Lady (1935). V Pragovce setrval Rudolf Vykoukal téměř 5 let.

### Zbrojovka ing. Františka Janečka (JAWA)
Od roku 1936 přešel do Zbrojovky ing. Janečka v Praze Nuslích. Sem jej přivedla vyhlídka na samostatnou konstrukci lidového vozu. Jawa v té době vyráběla nejen motocykly, ale i automobily Jawa 700 dle licence DKW. Vývoj nového vozu probíhal dvěma směry. První představovalo řešení Zdeňka Piláta a Vojtěcha Pokorného. Na automobilu byla pozoruhodná i na evropské poměry nevídaná koncepce – celý agregát byl před přední nápravou. Ze dvou prototypů byl pro sériovou výrobu vybrán konvenčněji řešený vůz Jawa Minor konstruktéra Rudolfa Vykoukala. Ten však měl motor za přední nápravou. Malé auto s centrálním rámem a dvěma dělenými nápravami mělo dvoutaktní dvouválcový motor s vratným vyplachovacím systémem Schnürle. Jawa Minor byl vyráběn v letech 1937–1941 a 1945–1947.
Za války byla firma Jawa převedena na vojenskou výrobu. Přesto v dílně zvané chytrovna bývalého servisu firmy Jawa probíhal utajený vývoj nových typů motocyklů i automobilů pod vedením Rudolfa Vykoukala a Josefa Jozífa. Zkušební jízdy probíhaly s namontovanými značkami vozidel wehrmachtu opravovaných v továrně. Roku 1940 se k uvedené dvojici připojil další slavný konstruktér Jiří Mráz. TI také okupantům za zády aktivně vyvíjeli nástupce Minora, poválečný Aero Minor.

### Letecké závody (Walter, Letov)
Poslední, pátý prototyp utajovaného Minora II byl po válce předán do výroby Leteckým závodům. Finální montáž zajistila továrna Rudý Letov (dříve Letov) v Letňanech, kompletní podvozky s poháněcí soustavou dodával Motorlet (dříve Walter) z pražských Jinonic, kam také přešel za svým „dítětem" i Rudolf Vykoukal. Nový vůz byl vyráběn od roku 1946 pod názvem Aero Minor, mezi motoristy se více vžilo označení Minor II. Při vrtání 70 mm a zdvihu 80 mm činil zdvihový objem 615,75 cm³. Při stupni komprese 6,6:1 a otáčkách 4000 za minutu dosahoval výkonu 14,71 kW (20 k). Automobily Aero Minor byly vyráběny až do roku 1951 a celkem jich bylo vyexpedováno 14 000, z toho více než 50 % do zahraničí. Ve své třídě představoval nejprostornější vůz, který umožňoval pohodlné cestování čtyřem osobám s dostatečným prostorem pro zavazadla. Předsunutí motoru před přední nápravu zvýšilo adhezi poháněných kol a umožnilo i lepší využití vnitřního prostoru. O licencí měla zájem hned v roce 1946 anglická firma BSA a později i další zahraniční firmy. Zastavení výroby Minorů, přestože už vznikl i prototyp dalšího následníka (Minor III), bylo velkou škodou pro československý automobilový průmysl a vůbec pro celé národní hospodářství.
Minory se speciálními sportovními karosériemi a motory 744 cm³ byly velmi úspěšné i v motoristickém sportu. V roce 1949 získala značka Minor pro československé automobily dosud největší vítězství, když v závodě 24 hodin Le Mans tento vůz zvítězil ve své třídě řízen Františkem Sutnarem a Ottou Krattnerem, a celkově byl druhý (dle koeficientu výkonnosti) za dvanáctiválcem Ferrari.
V roce 1948 zkonstruoval lidové vozítko Minicar, i když vlastně "prototyp" tohoto stroje vznikl již za války. Vykoukalův Minicar byl na Výstavě lidových aut v roce 1948 velmi úspěšný, ale vyrobeny byly pouze dva prototypy. Ten druhý se dochoval do dnešních dnů a je v započaté renovaci. Vůz měl vodou chlazený dvoutaktní jednoválcový motor o objemů válců 308 cm³ (ø 70 x 80) o výkonu 7,5 kW/10 k při 3800 ot. za min. Motor byl uložen na gumových blocích a poháněl přední kola přes třístupňovou převodovku se zpátečkou. Převodovka byla kombinovaná s diferenciálem. Pérování obstarala vpředu dvě příčně uložená listová pera právě tak jako vzadu, kde ještě byla půleliptická pera podél jednoduchého obdélníkového rámu vozidla. Dvoumístná karosérie byla ze dřeva potažená plechem se shrnovací střechou. Velká kola s pneumatikami 4.00-15 vypadala v poměru k vozu poněkud mohutně, ale miniauto dokázalo s nimi jet rychlost až 75 km/h při spotřebě 4,5 litrů/100 km. Mechanická brzda působila jen na přední kola. Vůz měl hmotnost pouze 308 kg. Oficiálně byl představen na soutěžní výstavě v roce 1948, kterou uspořádal technický ústřední výbor československého autoklubu. Do finále postoupilo 22 strojů, které byly vystaveny od 23. října do 7. listopadu 1948. Vykoukalovo miniauto, vyrobené v Motorletu, bylo zdařilé konstrukce a přitom splňovalo tři kritéria, která musela být zachována. Vůz měl být minimálně dvoumístný, posádka musela být chráněna před povětrnostní vlivy a spotřeba nesměla být větší než 5 litrů na 100 km.
V letech 1946–1948 byl v jinonické továrně připravován i nový automobil Rudolfa Vykoukala, který vycházel z konstrukce Minora II, podle státního zadání tzv. Československý projekt iniciovaný dr. Alexem Taubem, důvěrně označovaný jako Nároďák (národní vůz). Připravovaly se dva odlišné prototypy, jeden s motorem vpředu a pohonem zadních kol (AZNP Mladá Boleslav) a druhý se vůz s plochým celohliníkovým čtyřválcem s protilehlými válci před přední nápravou a pohonem předních kol, objem 1,2 litru, čtyřstupňovou převodovkou, hmotností 760 kg, spotřebou 5 l/100 km a prodlouženou karosérii oproti Minoru II (Letecké závody n.p.). O výrobu prototypu druhého typu se podělily sdružené podniky v Leteckých závodech (motor – Praga, podvozek – Motorlet, karoserie – Rudý Letov). Zkušební prototyp tohoto vozu začal jezdit v létě 1948 a byl předán ke zkouškám do AZNP. V Mladé Boleslavi z toho měli jistě těžkou hlavu. Osud tohoto vozu skončil stejně jako prototyp Minora III. Do výroby se nakonec dostal v roce 1952 "mladoboleslavský" koncept pod označením Škoda 1200/1201.

### Tatra, Ústav pro výzkum motorových vozidel
Po ukončení výroby Aero Minorů v roce 1951 pracoval na hlavní správě ministerstva strojírenství pověřené řízením automobilového průmyslu. Na jaře 1954 se zrodil projekt malého osobního vozu Start 900 s předním pohonem. Podvozek a poháněcí ústrojí zkonstruoval Ing. Rudolf Vykoukal, návrh karoserie vznikl ve vysokomýtské Karose. Projekt Start 900 se v původní podobě nedočkal realizace v životní velikosti (vznikl pouze model), stal se však základem prototypu s označením Š 976, který vyjel na silnice na jaře 1956. Prototyp pro vůz Škoda 1000 MB, označovaný jako Škoda 976 s pohonem předních kol měl kapalinou chlazený čtyřdobý čtyřválec vpředu napříč (jako Jawa Minor), na který vlevo navazovala čtyřstupňová převodovka v bloku s rozvodovkou. Konstruktérem byl Ing. Rudolf Vykoukal. Jeho vůz měl podporu mj. u ministerstva vnitra, ale v jeho neprospěch rozhodla nemožnost sériově vyrábět součásti předního náhonu v tuzemsku – a dovoz byl přísně omezen. Už v září 1956 se nad projektem Š 976 začaly stahovat mraky, koncem roku 1956 zástupci ministerstva automobilového průmyslu a vedení AZNP k dalšímu vývoji vybrali vůz s motorem vzadu.
Od poloviny 50. let až do roku 1972 pracoval ve vedení pražského pracoviště Tatry Kopřivnice, konstrukční kancelář na pražském Smíchově zde vedl v letech 1959-1972. Zde se podílel na přípravě automobilů T 603 i T 613.
V posledních letech svého života uplatnil své zkušenosti v Ústavu pro výzkum motorových vozidel ve Vysočanech. Stál také u zrodu odborného časopisu Automobil, kde od jeho založení (1958) byl členem redakční rady. Rudolf Vykoukal šestnáct let také přednášel na Českém vysokém učení technickém.

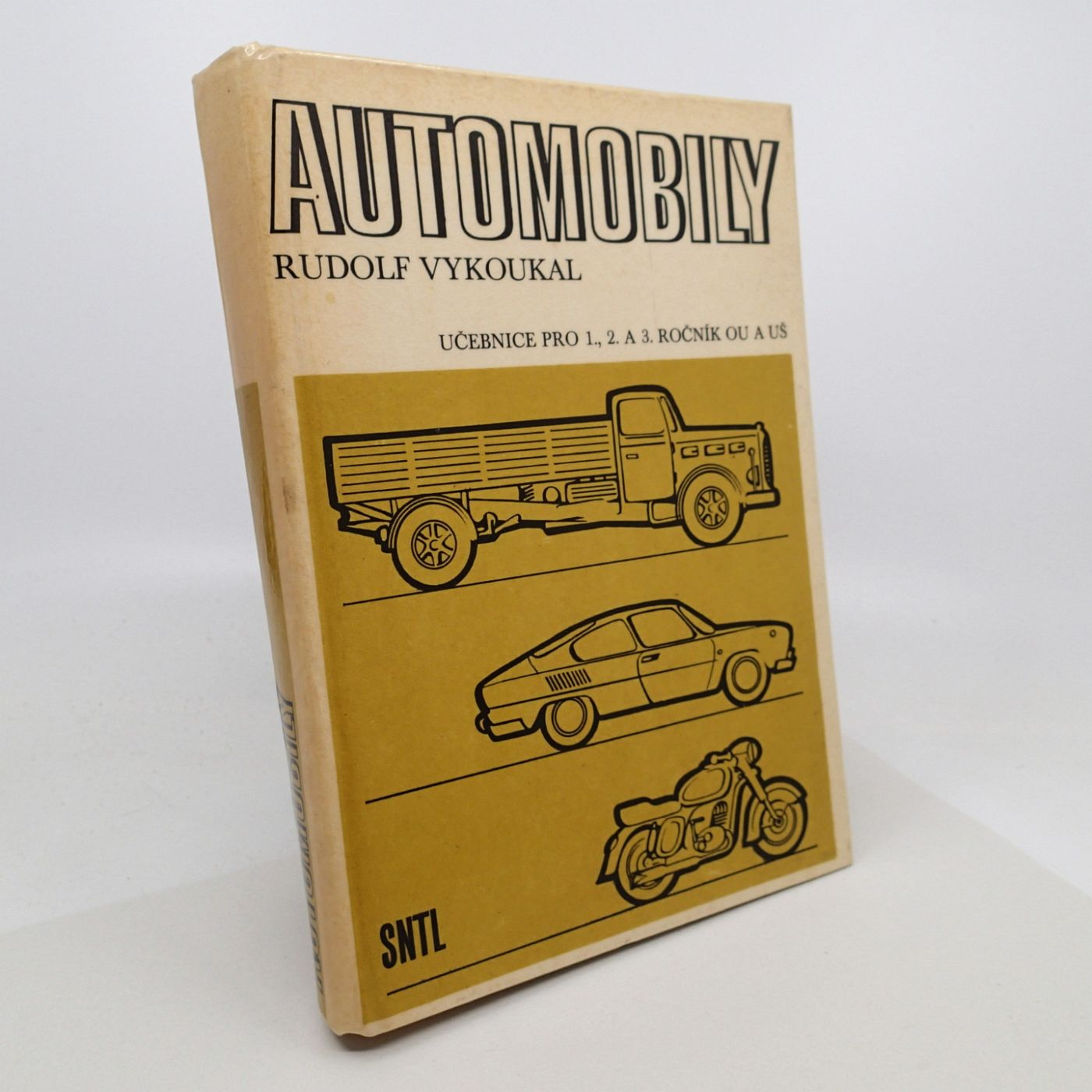
R. Vykoukal, Automobily (1971)

## Publikační činnost
Do časopisů Auto, Svět motorů, Automobil atd. napsal v letech 1937–1981 desítky odborných článku z automobilismu.
- VYKOUKAL, Rudolf: Aero Minor – řízení a údržba (1954), Praha: SNTL, 1. vyd., S. 116
- VYKOUKAL, Rudolf: Dvoudobé motory vozidlové: theorie, výpočet a konstrukce (1957), Praha: SNTL, 1. vyd., S. 344, 323 obr., 17 tabulek
- VYKOUKAL, Rudolf: Motorová vozidla, jejich technika a provoz (1964), Praha: NADAS 1. vyd., S. 538
- VYKOUKAL, Rudolf: Automobilové a motocyklové motory (1967), Praha SNTL, 1. vyd., S. 196
- VYKOUKAL, Rudolf: Automobily pro 1., 2. a 3. ročník odborných učilišť a škol (1971), Praha SNTL – Nakladatelství technické literatury, S. 412

## Patenty
Ing. Rudolf Vykoukal (popř. se spoluautory) je držitelem 36 československých patentů chráněných Úřadem průmyslového vlastnictví Praha
- Patent č. 78485: Letecké závody národní podnik, Rudolf Vykoukal, Pojištění proti nezamýšlenému zasunutí zpětného chodu u automobilů (1946)
- Patent č. 79986: Československé závody automobilové a letecké, Rudolf Vykoukal, Chladič pro spalovací motory (1946)
- Patent č. 81296: Československé závody automobilové a letecké, Rudolf Vykoukal, Dvojitý (homokinetický) kloub zvláště pro automobily (1950)
- Patent č. 82481: Československé závody automobilové a letecké, Ing.C Rudolf Vykoukal, Dvoutaktní spalovací motor s vratným vyplachováním (1952)
- Patent č. 82879: Ing. Rudolf Vykoukal, Uspořádání vyplachovacího potrubí u dvoutaktních stejnotlakých motorů, s válci uloženými do „V" (1952)
- Patent č. 83213: Ing. Rudolf Vykoukal, Dvoutaktní, zejména stejnotlaký motor s vratným vyplachováním (1952)
- Patent č. 83214: Ing. Rudolf Vykoukal, Dvoutaktní bezventilový stejnotlaký motor s válci uspořádanými do V (1952)
- Patent č. 83220: Ing. Rudolf Vykoukal, Výfukové potrubí pro dvoutaktní spalovací motory (1952)
- Patent č. 83669: Ing. Rudolf Vykoukal, Sací potrubí, zejména pro ležaté spalovací motory (1953)
- Patent č. 84548: Ing. Rudolf Vykoukal, Pružné uložení hnacího agregátu u motorových vozidel (1955)
- Patent č. 84763: Ing. Rudolf Vykoukal, Pomocný rám k uchycení hnacího agregátu automobilu (1954)
- Patent č. 85026: Ing. Rudolf Vykoukal, Odpružení výkyvného ramene přední nápravy motorového vozidla (1954)
- Patent č. 88056: Ing. Rudolf Vykoukal, Bezpedálové ovládání spojky automobilu (1958)
- Patent č. 92352: Ing. Rudolf Vykoukal, Pístový kompresor, zejména pro vzduchové pérování motorových vozidel (1958)
- Patent č. 94810: Ing. Rudolf Vykoukal, Ústrojí pro stavění záběrové vůle v kuželovém soukolí zadní nápravy automobilu (1958)
- Patent č. 99669: Ing. Rudolf Vykoukal, Polotrambusová karosérie pro osobní automobily (1958)
- Patent č. 101736: Ing. Rudolf Vykoukal, Ing. Jan Rönnert, Výkyvná zadní náprava pro motorová vozidla, se dvěma sníženými otočnými body (1960)
- Patent č. 102028: Ing. Rudolf Vykoukal, Ing. Jan Rönnert, Osobní automobil se dvěma výsuvnými stabilisačními plochami (1960)
- Patent č. 106683: Ing. Edmund Hünigen, Ing. Stanislav Jahoda, Ing. Rudolf Vykoukal, František Studénka: Tlumič výfuku, zejména pro vozidla s motorem vzadu (1961)
- Patent č. 107937: Ing. Rudolf Vykoukal, Ing. Jan Rönnert, Zařízení k regulaci vstupu vzduchu u automobilů s motorem vzduchem chlazeným, uloženým v zadní části vozidlové karosérie (1961)
- Patent č. 108269: Ing. Rudolf Vykoukal, Ing. Jan Rönnert, Zařízení k regulaci výstupu vzduchu u automobilů s motorem vzduchem chlazeným, uloženým v zadní části vozidlové karosérie (1961)
- Patent č. 115593: Ing. Rudolf Vykoukal, Ing. Jan Rönnert, Jaroslav Holub, Termostat s pojistným ústrojím
- Patent č. 117771: Ing. Rudolf Vykoukal, Uspořádání chladicího dmychadla vzduchem chlazeného vidlicového motoru (1964)
- Patent č. 118078: Ing. Rudolf Vykoukal, Vzduchem chlazený spalovací motor (1964)
- Patent č. 120512: Ing. Rudolf Vykoukal, Ing. František Kec, Řadicí mechanismus (1964)
- Patent č. 122732: Ing. Rudolf Vykoukal, Skládací klikový hřídel pro spalovací motory (1965)
- Patent č. 129941: Ing. Rudolf Vykoukal, Samočinné regulační ústrojí pro chlazení oleje u vzduchem chlazených spalovacích motorů (1967)
- Patent č. 130108: Ing. Rudolf Vykoukal, Pružná spojka k chladicímu dmychadlu pro vzduchem chlazené spalovací motory (1967)
- Patent č. 132503: Ing. Rudolf Vykoukal, Ing. Václav Kocourek, Uchycení chladicího dmychadla vzduchem chlazeného spalovacího motoru na předním víku skříně motoru (1967)
- Patent č. 132852: Ing. Rudolf Vykoukal: Uspořádání rozvodového ústrojí vzduchem chlazeného spalovacího motoru (1967)
- Patent č. 136812: Ing. Rudolf Vykoukal: Zařízení k nastavení ventilové vůle u rozvodu OHC spalovacího motoru (1968)
- Patent č. 154862: Ing. Rudolf Vykoukal, Ladislav Vyroubal, Zařízení k nastavení ventilové vůle u rozvodu 2xOHC spalovacího motoru (1971)
- Patent č. 165201: Ing. Rudolf Vykoukal, Tlumič výfuku (1973)
- Patent č. 165298: Ing. Rudolf Vykoukal, Ing. František Jonas, Ivo Čermák, Uložení skládaného klikového hřídele spalovacího motoru v nedělené klikové skříni tunelového typu (1973)
- Patent č. 218308: Ing. Rudolf Vykoukal, Hlava válců naftového, vzduchem chlazeného motoru (1980)
- Patent č. 232976: Ing. Rudolf Vykoukal, Chladicí olejová soustava (1983)

## Galerie

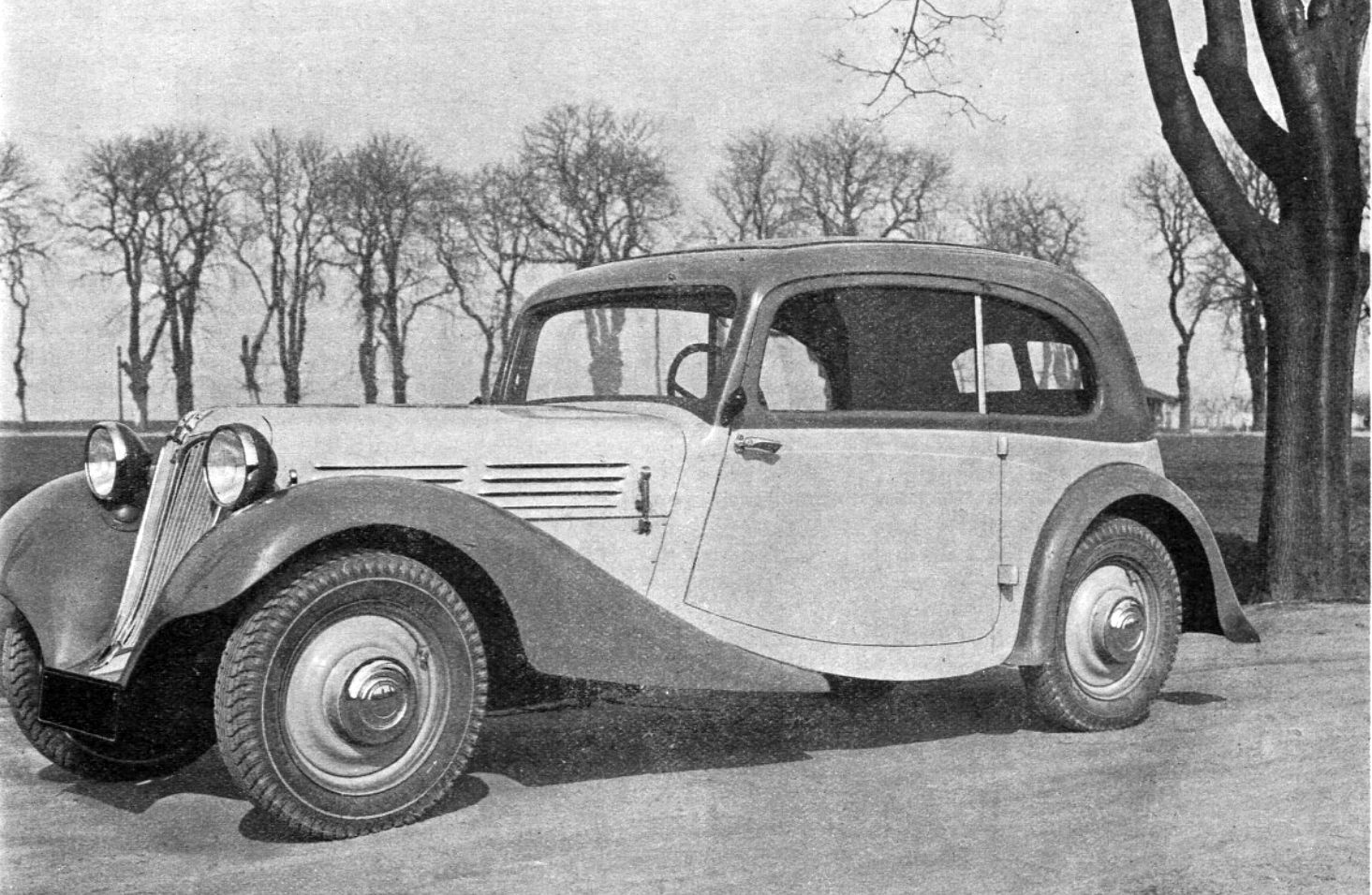
Praga Baby (Auto, 1934)
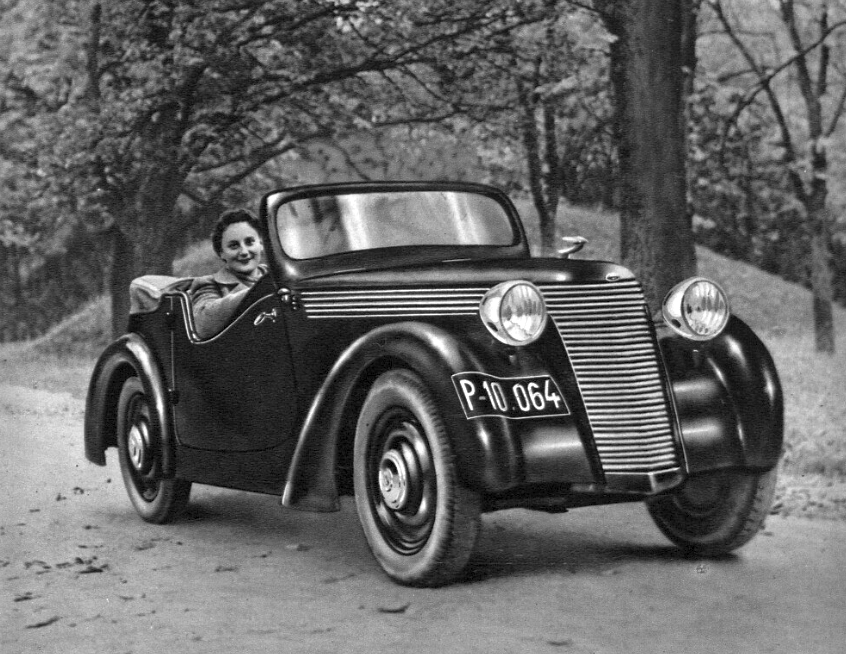
Jawa Minor, roadster (1937)
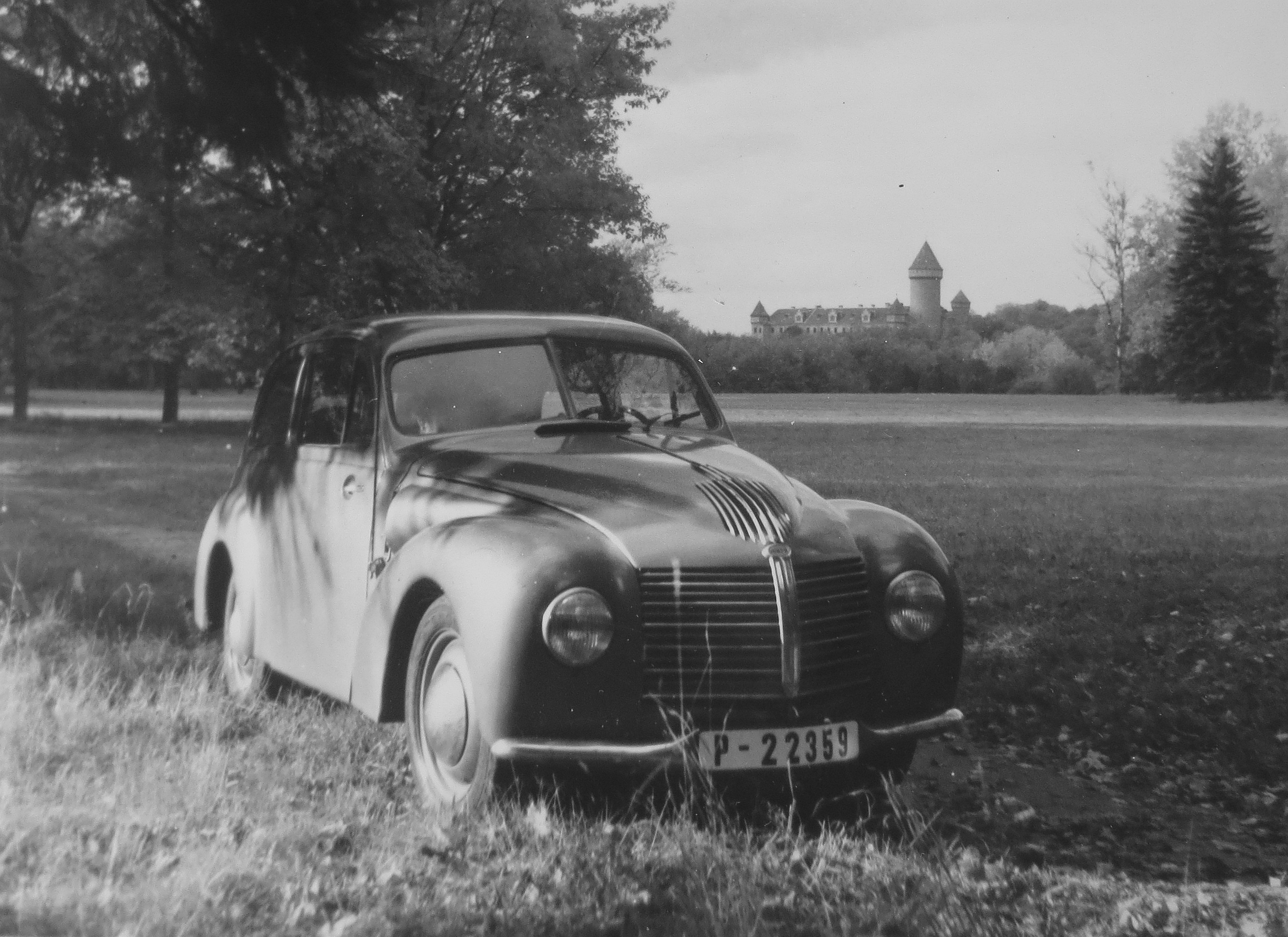
Aero Minor (1947)
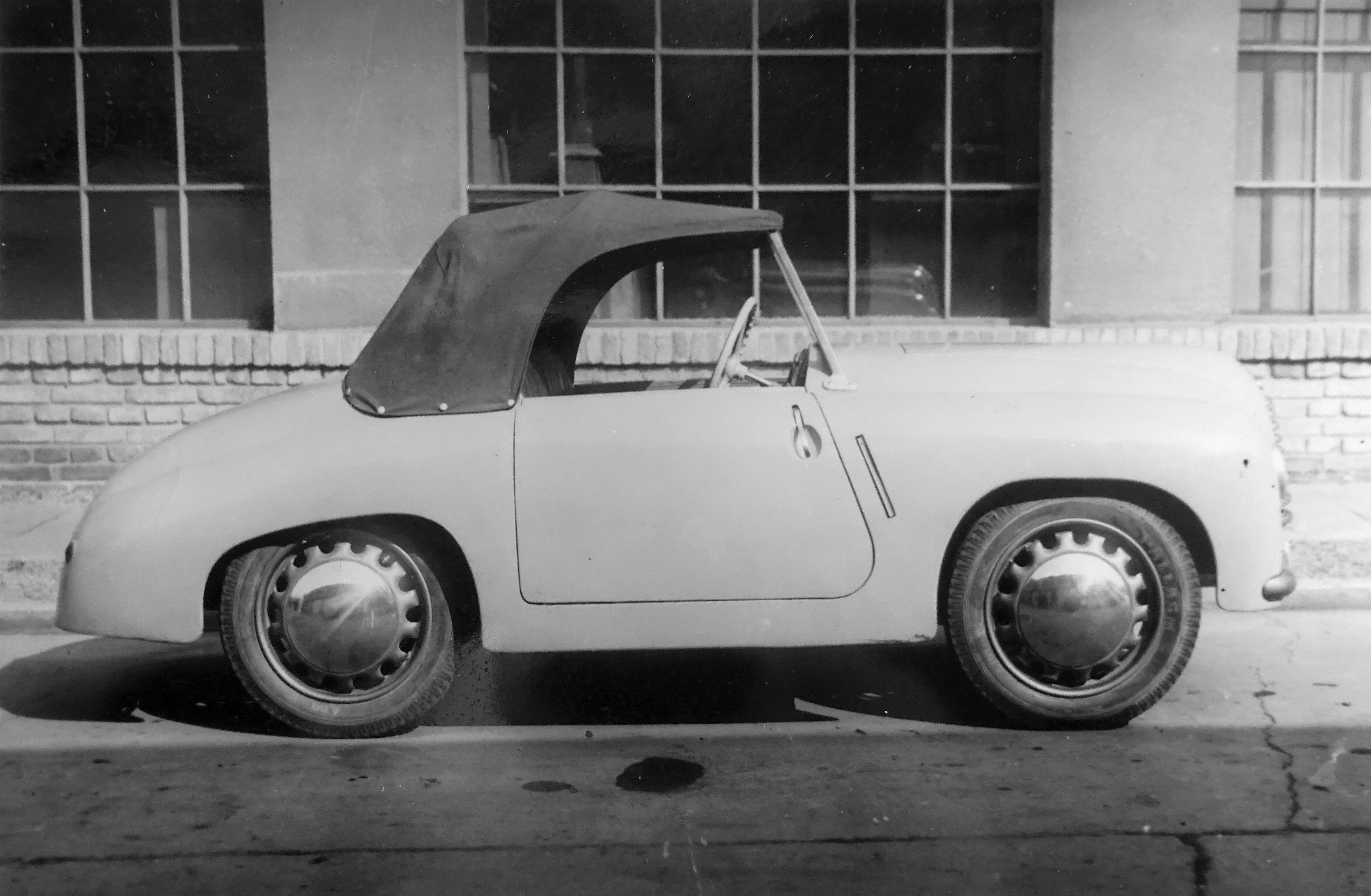
Vozítko Minicar (1948)